# Lepidium subulatum
Lepidium subulatum är en korsblommig växtart som beskrevs av Carl von Linné. Lepidium subulatum ingår i släktet krassingar, och familjen korsblommiga växter. Inga underarter finns listade i Catalogue of Life.